# Ñumí

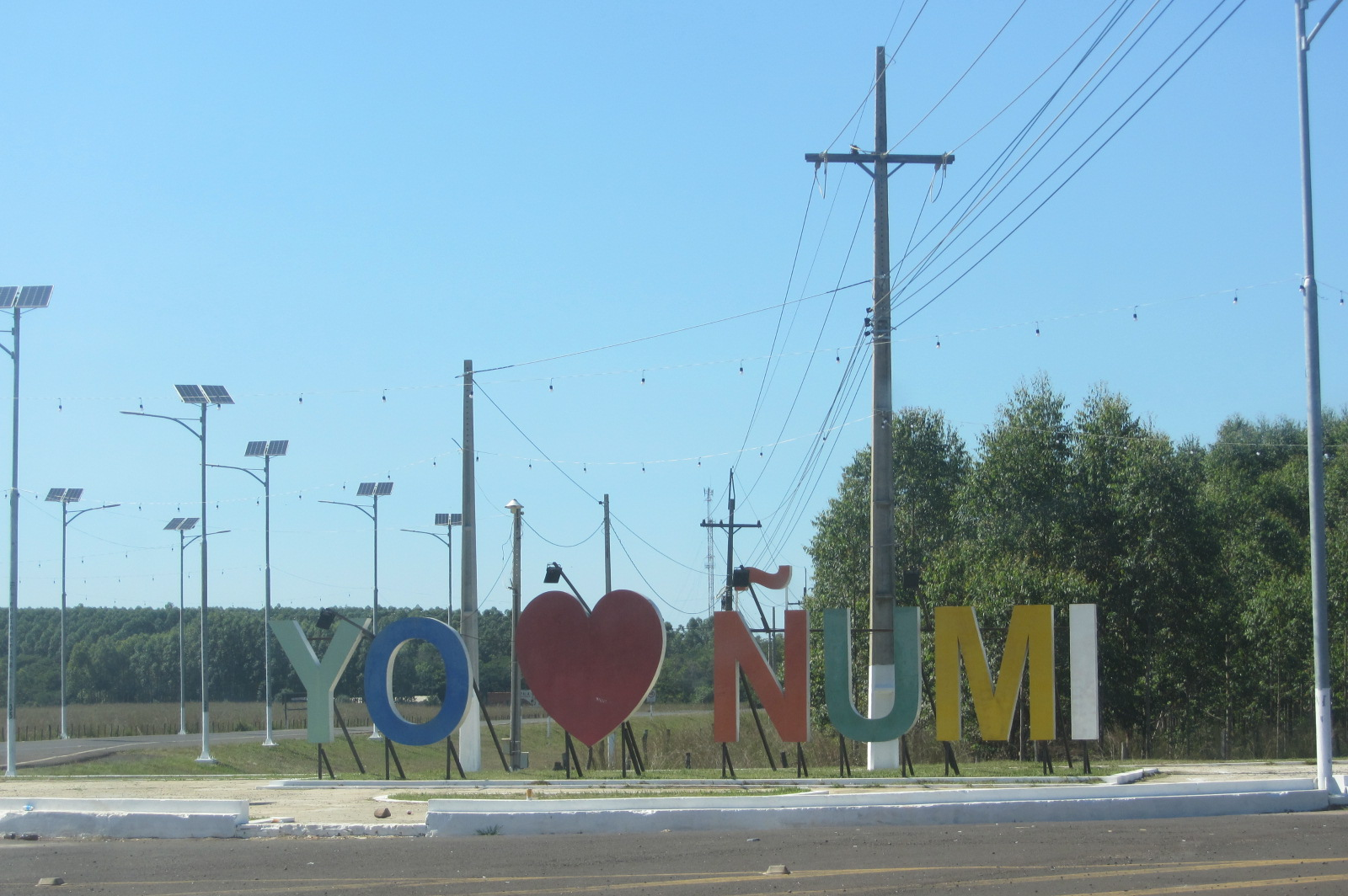
Acceso a Ñumí por la Ruta PY08.

Ñumí es un municipio paraguayo del departamento de Guairá. Se encuentra al sur de la ciudad de Villarrica y a aproximadamente 198 km de Asunción, conectada por la Ruta PY08.

## Toponimia e historia
Su nombre viene del guaraní "ñu" (campo) y "mi" (sufijo diminutivo). Por ende, su significado sería campito o pequeño campo.
Los vecinos de Villarrica, Carlos y su hijo José Mariano Duarte donaron la tercera parte de una propiedad que tenían cerca del Partido Perulero en 1798. En 1801, Diego Alderete, también vecino de Villarrica, figura como dueño de aquel lugar, conocido como campos de Perulero. En 1846, el sacerdote Venancio Toube realiza un censo en donde aparece el Partido de Perulero como dependencia de Villarrica.
El partido de Ñumí data de varios años antes de la Guerra de la Triple Alianza. En un inventario de bienes de 1822, se menciona en dicho partido a una estancia llamada Los Pinos propiedad de un hombre llamado Juan Andrés Agüero. Durante y después la Guerra de la Triple Alianza (1865-1870), lo que actualmente es Ñumí sirvió como refugio para pobladores de Yhacanguazú, ya que para esa época perteneció al Partido de Yhacanguazú, el cual era parte de Caazapá. En 1906, Ñumí pasa a formar parte del departamento de Guairá y a su territorio se le anexa el ya mencionado Partido de Perulero. Para 1909, ya se registra la existencia de una escuela en la zona y en los años siguientes se establecen comisarías.
Antes de 1940, ya existía un oratorio público dedicado al Sagrado Corazón de Jesús. En 1938 se empezó la construcción de la iglesia actual la cual fue elevada a parroquia en 1950. El 23 de junio de 1955, Ñumí se convierte en municipio independiente.

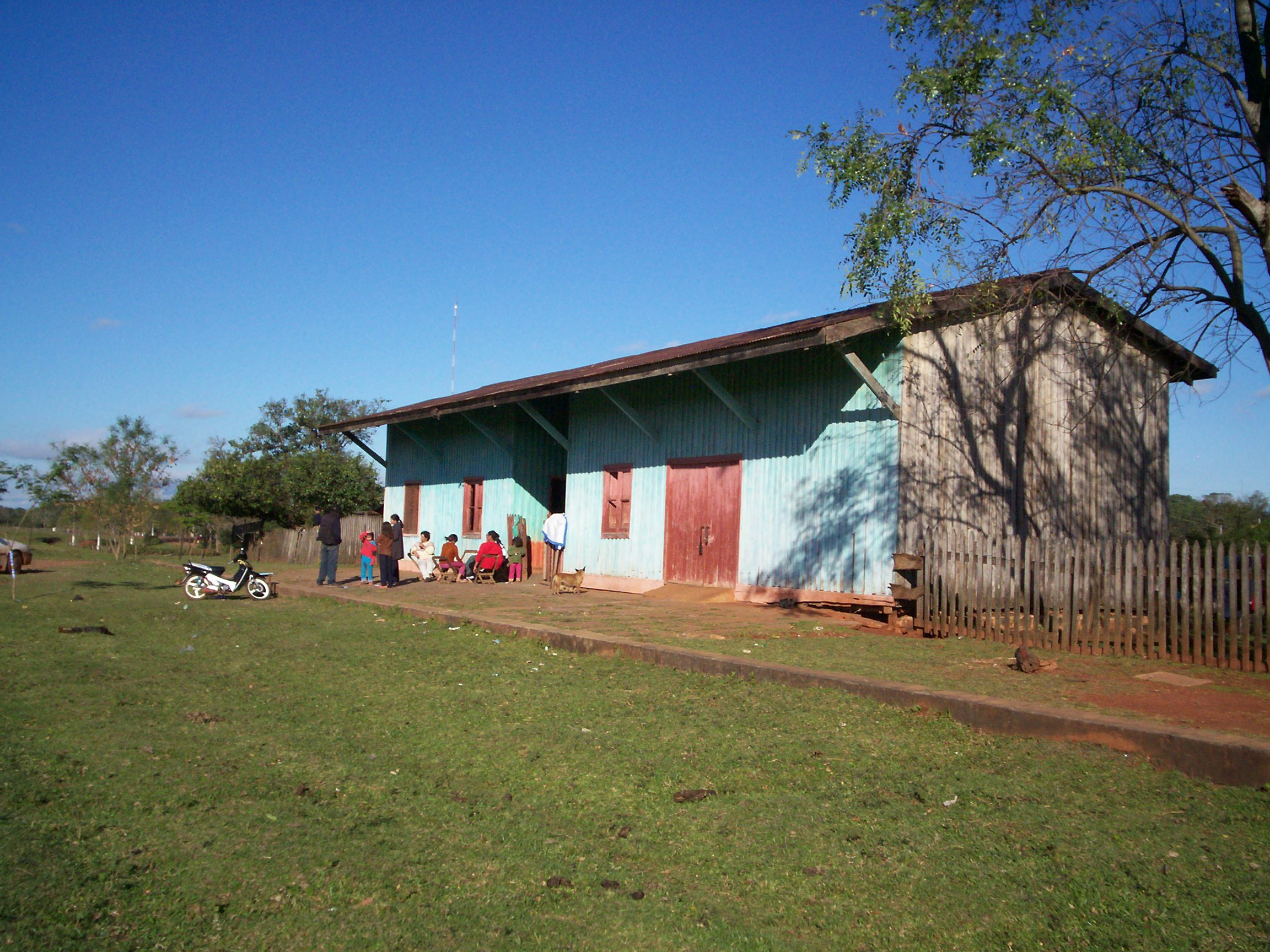
Antigua estación ferroviaria de Ñumí, perteneciente al ramal a Abaí del Ferrocarril Carlos Antonio López.

## Geografía
Cuenta con llanuras bajas dedicadas al pastoreo. Riegan en esta zona los arroyos Yhacá Guazú y Remansito que hacen en gran parte del suelo, apto para la agricultura. 
Tiene una superficie de 324 km². Limita al norte con Villarrica y la Cordillera del Ybytyruzú, al sur con Iturbe, al oeste con San Salvador, y al este con Garay.

## Economía
Sus habitantes se dedican principalmente al cultivo de caña de azúcar y algodón. También se dedican a la explotación de madera, esta última muy disminuida actualmente.

## Infraestructura
El Departamento de Guairá dispone de pocas vías pavimentadas para facilitar el tránsito automotor. Su comunicación terrestre más importante es la Ruta PY08, que lo conecta con Villarrica, Asunción y otras localidades. Los demás caminos internos se encuentran enripiados y terraplenados, facilitando la intercomunicación de los distritos.

## Cultura
El día 10 de junio, celebra su fiesta patronal en conmemoración a su santo patrono Sagrado Corazón de Jesús, cuya imagen se encuentra en la Iglesia del mismo nombre. Comienza sus festividades con el novenario todas las tardes y el día 9 se realiza la fiesta de gala en el tinglado municipal. 
El día 10 a las 08:00 de la mañana se realiza la misa central con el párroco del pueblo, seguida de procesión con bandita por las calles del pueblo y al mediodía, asado a la estaca con jineteada y por la tarde el torín.